# Nelsinho Metalúrgico
Nelson Luiz da Silva, mais conhecido como Nelsinho Metalúrgico (Esteio, 29 de maio de 1960) é um economista, metalúrgico e político brasileiro.

## Biografia
Nelsinho começou a trabalhar ainda muito cedo. Aos 15 anos era metalúrgico na cidade onde nasceu, mas continuou os estudos e formou-se em economia na Universidade do Vale do Rio dos Sinos.

## Carreira política
Iniciou na política como militante em Esteio, quando ajudou a fundar o Partido dos Trabalhadores na cidade. Em 1982, candidatou-se, pela primeira vez, a vereador por Esteio. Mudou-se para Canoas por questões profissionais e assumiu a presidência do Sindicato dos Metalúrgicos de Canoas e Nova Santa Rita. 

### Vereador por Canoas
Em 2004, Nelsinho foi eleito o vereador mais votado do PT em Canoas. Já em 2008, foi reeleito com mais de 4 mil votos.
Ao tomar posse em janeiro de 2009, Nelsinho foi eleito presidente da Câmara de Vereadores de Canoas. Na presidência, ele aproximou o poder legislativo da comunidade, informatizou a Câmara e reduziu custos devolvendo mais de R$ 3 milhões para os cofres da Prefeitura de Canoas.

### Deputado estadual
Em 2010 foi eleito deputado estadual pelo Rio Grande do Sul, tomando posse em janeiro de 2011. Em 2014, foi reeleito para um novo mandato na Assembleia Legislativa.